# 東祥
株式会社東祥（とうしょう、英: Tosho Co., Ltd. ）は、愛知県安城市に本社を置く企業である。

## 概要
スポーツクラブ、ビジネスホテル、賃貸マンションなどを運営している。
社名は1999年（平成11年）の合併の際に東和建設と祥福不動産の頭文字から「東祥」と命名された。

## 沿革
- 1979年（昭和54年）3月 - 東和建設株式会社設立[1]。
- 1996年（平成8年）1月 - 株式会社沓名を吸収合併[1]。
- 1999年（平成11年）
  - 4月 - ショーフク株式会社、株式会社ホリデイ、株式会社ジーエルホーム愛知三河、祥福開発株式会社の4社を吸収合併し、株式会社東祥に商号を変更[1]。本社を現在地に移転。
  - 10月 - 株式会社和泉芝生より造園事業を譲受[1]。
- 2001年（平成13年）3月 - 株式会社和泉芝生を吸収合併[1]。
- 2004年（平成16年）2月 - 日本証券業協会（現在のジャスダック）に株式を店頭登録[1]。
- 2013年（平成25年）3月 - 東京証券取引所第二部に株式上場[1]。
  - 5月 - 名古屋証券取引所第二部に株式上場[1]。
  - 6月 - ジャスダック上場廃止[1]。
- 2014年（平成26年）
  - 3月 - 東京証券取引所・名古屋証券取引所の各第一部に指定替え[1]。
  - 4月 - ホテル事業を分社化し、ABホテル株式会社を設立[1]。
- 2020年（令和2年）3月18日 - 「東祥リート投資法人」を運用開始（2022年10月、「東祥東海リート投資法人」に商号変更）。

## 事業
- スポーツクラブ事業

「ホリデイ」のブランドで、スポーツクラブとゴルフ練習場を全国に展開している。出店地は郊外で広い駐車場を完備している。
- ホテル事業

「ABホテル」のブランドで、ビジネスホテルを東海地方を中心に展開している（子会社のABホテル株式会社が運営）。
- 不動産開発事業

「A・City」「ロイヤルマンション」などの賃貸マンションを安城市を中心に経営している。また、自社ビルの「東祥ビル」などを法人向けにテナントとして貸し出している。

## 命名権名称
- 安城市体育館 - 2019年（令和元年）に命名権名称（ネーミングライツ）を取得して東祥アリーナ安城となった。